# Akina Minami
Akina Minami (南 明奈 Minami Akina?, nacida el 15 de mayo de 1989 en la prefectura de Kanagawa) es una modelo e ídolo de masas japonesa.

## Filmografía

### películas
- Wanna be Free!: Tokyo Girl (2006) como modelo amateur
- Chorus-tai: Kanojotachi no Kiseki (2007) es Aki
- Buraburabanban (2008)
- Super Kamen Rider Den-O & Decade Neo Generations The Movie: The Onigashima Battleship (2009) es Toki
- Ju-on: Shiroi Rōjo (2009) es Akane
- The Mole Song: Undercover Agent Reiji como chica del camión

### Series TV
- Shibatora: Dōgan Keiji Shibata Taketora (2008) Es Tamaki Ayukawa
- Maison Ikkoku (26 de julio de 2008) es Kozue Nanao
- Real Clothes (16 de septiembre de 2008) es Hitomi Hanada

### Programas TV
- Sakiyomi JumBANG!

### Videojuegos
- Akina Minami aparece en multitud de fotos en el aclamado juego de Playstation 3, Metal Gear Solid 4: Guns of the Patriots.[cita requerida]